# Sonia Olschanezky
Sonia Olschanezky (25 de diciembre de 1923 - 6 de julio de 1944) fue miembro de la Resistencia francesa y de la Dirección de Operaciones Especiales durante la Segunda Guerra Mundial. Olschanezky formó parte del circuito de malabaristas del SOE en la Francia ocupada, donde trabajó como mensajera hasta que fue detenida por la Gestapo y posteriormente ejecutada en el campo de concentración de Natzweiler-Struthof.

## Primeros años

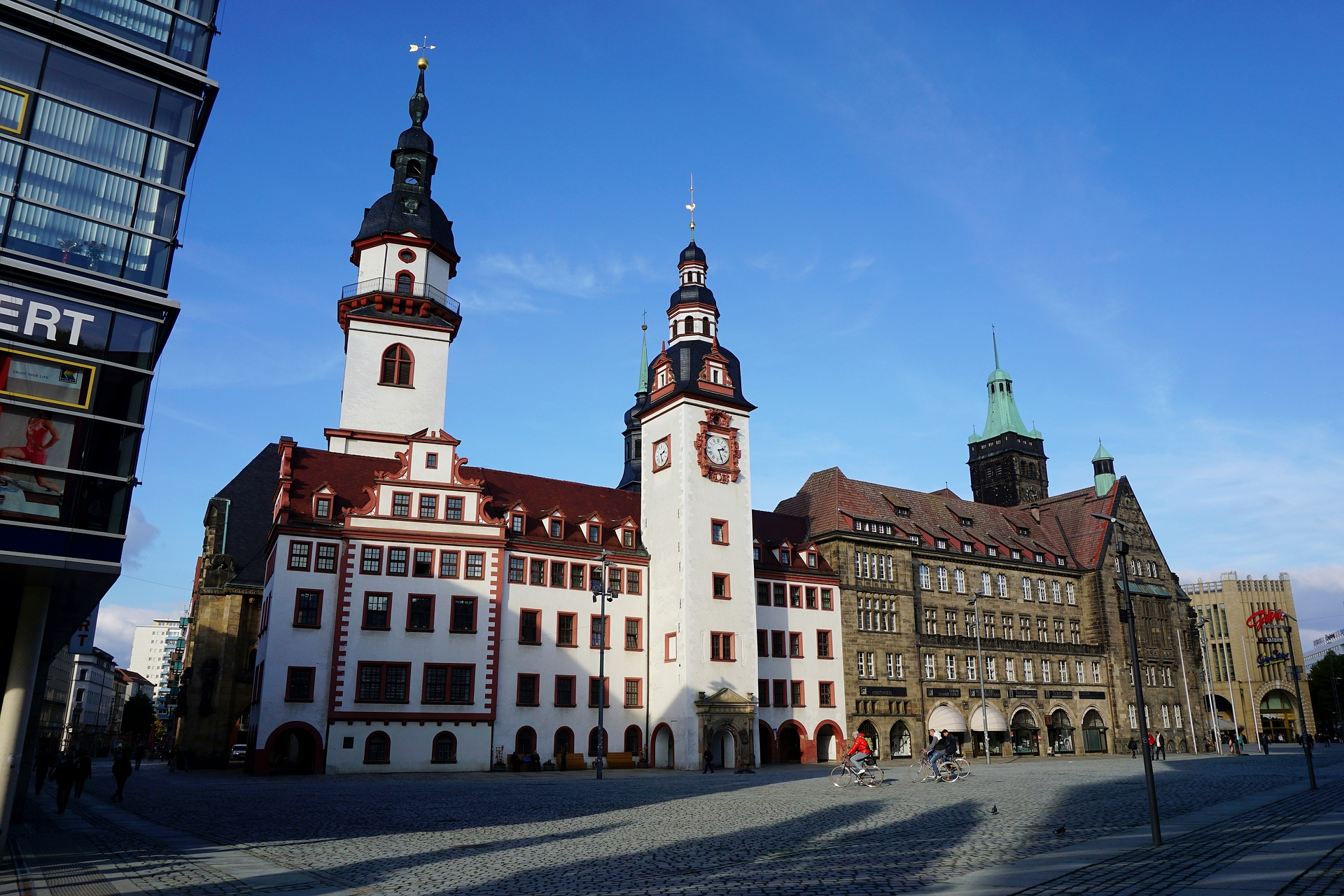
Antiguo y nuevo ayuntamiento de Chemnitz

Olschanezky nació en Chemnitz (Alemania). Su padre, Eli Olschanezky, nació en Odesa y vino a Alemania a estudiar ingeniería química. Conoció a la madre de Olschanezky, Helene, en un baile organizado por la comunidad judía de Leipzig. Se prometieron el 1 de agosto de 1914, el día en que Alemania declaró la guerra a Rusia. Los ciudadanos rusos en Alemania eran entonces objeto de internamiento. El padre de Helene, un retratista de Minsk, utilizó sus contactos sociales para conseguir que Eli saliera del internamiento al cabo de seis meses, con la condición de que se presentara cada semana en la comisaría de Chemnitz. Como extranjero enemigo, no podía trabajar como ingeniero químico y aceptó un empleo como representante de ventas de un fabricante de medias.
En septiembre de 1916, los padres de Olschanezky contraen matrimonio y se instalan en Chemnitz, donde nacen sus tres hijos. Enoch (25 de septiembre de 1917 - 18 de abril de 1944), Tobias (que más tarde cambió su nombre por el de Serge; marzo de 1919) y Sonia (25 de diciembre de 1923). La familia llevaba una cómoda vida burguesa en el periodo de entreguerras, con chófer, cocinera e institutriz para los niños en su apartamento de la Hellenenstrasse. Como judíos laicos, los Olschanezky celebraban las principales festividades judías y contribuían a organizaciones benéficas judías, entre ellas el Fondo Nacional Judío.
En 1926, la familia abandonó Alemania para trasladarse a Bucarest, donde Eli Olschanezky había sido invitado a supervisar la construcción y posterior dirección de una fábrica de medias de seda. Al cabo de tres años, sus socios dejaron de concederle créditos y el negocio fracasó, lo que provocó la venta de la villa familiar y sus posesiones. La familia se trasladó a París en enero de 1930 y se instaló en una pensión de familia en el distrito XIII. Eli Olschanezky trató de restablecerse en el negocio, pero descubrió que le habían estafado, lo que le dejó enfermo y desmoralizado, y la familia se trasladó a un alojamiento más barato. Serge (antes Tobias), que entonces tenía 15 años, dejó la escuela y, junto con su hermano Enoch, consiguió trabajo en un hotel.

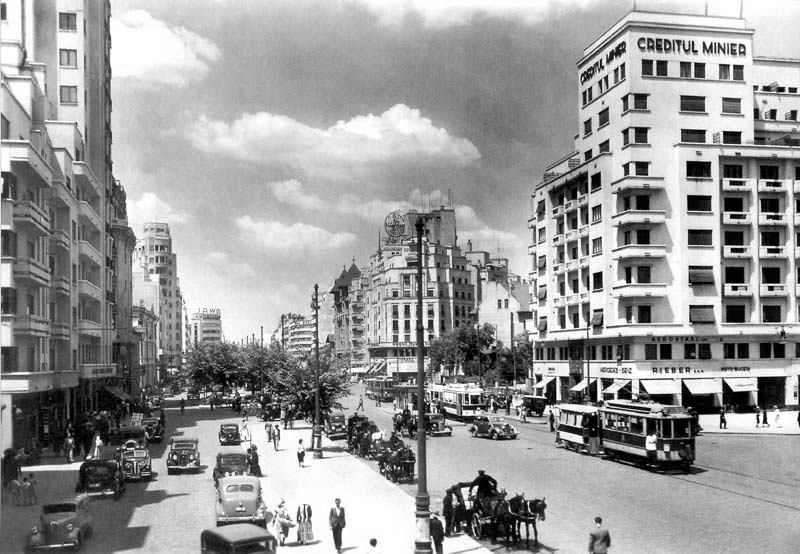
Bucarest en los años treinta.

En París, Olschanezky estudió danza y, cuando el director de un teatro infantil la vio un día en clase, le propuso formar parte de la compañía. Sus padres se negaron al principio, pero Olschanezky acabó convenciéndoles y, a los 10 años, empezó a actuar en Le Théâtre du Petit Monde los jueves por la tarde, durante las vacaciones escolares. Por influencia de un pariente lejano, apareció en televisión en una demostración del nuevo medio en la Exposición Internacional de París de 1937. Siendo aún una colegiala, ya trabajaba como artista, apareciendo en bailes escolares y asuntos privados, utilizando el nombre profesional de Sonia Olys.

## Ocupación e internamiento
En mayo de 1940, Francia fue invadida por el ejército alemán. Tras la rendición francesa, el nuevo líder, Henri-Philippe Petain, cooperó en la persecución de los judíos del país.

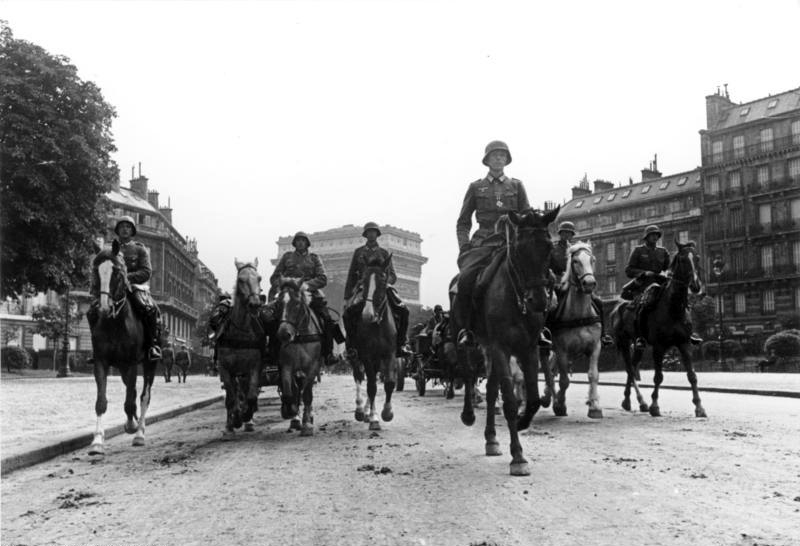
Tropas alemanas en París (1940).

En mayo de 1942, se ordenó que todos los hombres, mujeres y niños judíos llevaran una estrella amarilla de seis puntas en la ropa. Al mes siguiente, Olschanezky fue detenido y enviado al campo de deportación de Drancy, cerca de París. Muchos de los prisioneros de Drancy fueron enviados posteriormente a campos de exterminio de la Alemania nazi.
Su madre se puso en contacto con amigos en Alemania que consiguieron documentos falsos en los que se declaraba que Olschanezky poseía «conocimientos de valor económico» necesarios para la guerra. Tras la presentación de los documentos y el pago de dinero a un funcionario alemán, Olschanezky fue liberada en otoño de 1942. Tras su liberación, dijo a su madre que sentía que tenía que «hacer algo para defendernos. Otros no lo harán por nosotros. Debemos hacerlo por nosotros mismos". Cuando su madre le preguntó si no creía que ya había perdido bastante, ella respondió que si todo el mundo dijera eso, nadie haría nada. A través de una de las familias para las que había trabajado, conoció a Jacques Weil, que más tarde se convertiría en el prometido de Olschanezky, y encontró la oportunidad de convertirse en résistant.

## Ejecutiva de Operaciones Especiales
Olschanezky fue reclutado localmente por Jacques Weil para un pequeño subcircuito judío Juggler (también conocido como Robin) del circuito Physician (también conocido como Prosper) del SOE que operaba cerca de París. Entre los agentes del circuito Prosper se encontraban Andrée Borrel (mensajera), Francis Suttill (organizador) y Gilbert Norman (operador de W/T.). Los circuitos también se conocían como redes. Olschanezky estaba destinada en Châlons-sur-Marne y pasaba gran parte de su tiempo como mensajera entre Châlons y su cuartel general en la rue Cambon, cerca de la Place de la Concorde, utilizando el nombre en clave de «Tania» y «Suzanne Ouvrard». El tan esperado segundo frente en forma de invasión a través del Canal de la Mancha se esperaba para 1943, y el sabotaje se intensificó durante la primavera.
Una de las acciones en las que participó Olschanezky consiguió volar un tren de municiones en Melun, en el Sena, al sur de París. Nunca negó a su madre ni a sus hermanos el peligro que corría. Su hermano Serge dijo de ella: «No era de las que se regodeaban, simplemente lo aceptaba». Serge escapó de un campo de prisioneros de guerra en Alemania, con Enoch trabajando para el circuito Robin. Enoch (25 de septiembre de 1917 - 18 de abril de 1944) fue asesinado en Auschwitz; no se conocen más detalles.
Sin que Londres lo supiera, Olschanezky se había negado a seguir a Weill, que huyó a Berna (Suiza) en julio de 1943 tras la detención del líder de Robin (Jean Alexandre Worms) a raíz del colapso de Prosper el mes anterior, dejándola a cargo de lo que quedaba de Robin y asumiendo inmensos riesgos al llevar mensajes entre diferentes grupos del SOE que probablemente se vieran comprometidos por este colapso.

## Detención y ejecución

### Detención

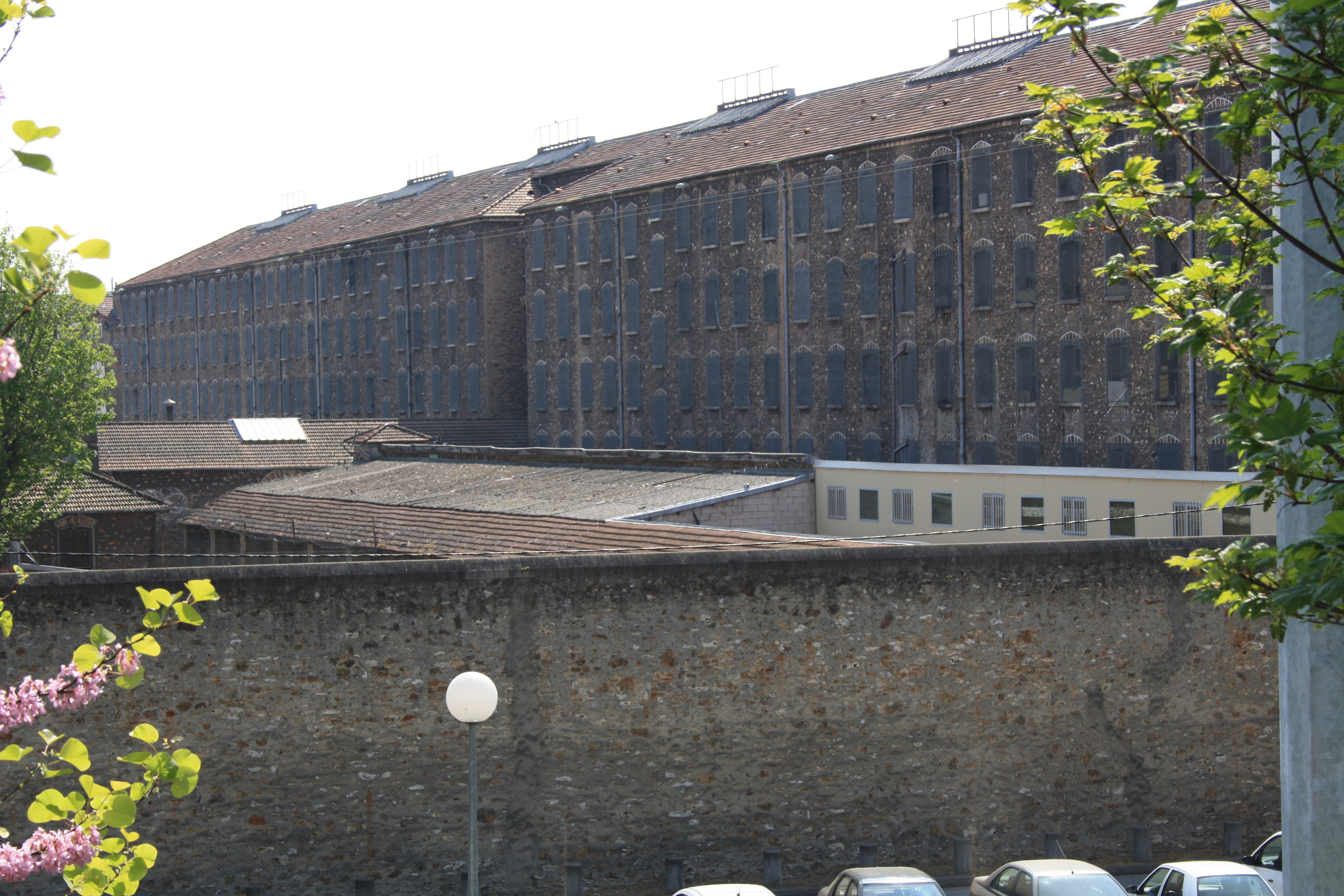
Prisión de Fresnes

Olschanezky permaneció libre hasta su captura el 21 de enero de 1944. Tras ser interrogada por la Gestapo, fue encarcelada en la prisión de Fresnes. El 13 de mayo de 1944, Olschanezky, junto con otras tres agentes del SOE capturadas, Andrée Borrel, Vera Leigh y Diana Rowden, fueron trasladadas de Fresnes al cuartel general de la Gestapo en París, en el número 84 de la avenida Foch, junto con Yolande Beekman, Madeleine Damerment, Eliane Plewman y Odette Sansom, todas ellas agentes de la Sección F. (Sólo Sansom sobreviviría a la guerra). Más tarde, ese mismo día, las llevaron a la estación de ferrocarril y las esposaron a un guardia del tren:
Emprendíamos juntos este viaje con miedo, pero todos con la esperanza por encima de todo de permanecer juntos. Todos habíamos probado ya cómo podían ser las cosas, ninguno de nosotros esperaba gran cosa, todos sabíamos que podían condenarnos a muerte. Yo era el único oficialmente condenado a muerte. Los demás no. Pero siempre queda un rayo fugitivo de esperanza de que ocurra algún milagro.
Los alemanes trasladaron a Olschanezky y a las otras siete agentes femeninas -Beekman, Borrel, Damerment, Leigh, Plewman, Sansom y Rowden- a una prisión civil para mujeres en la cárcel de Karlsruhe, donde las colocaron en celdas separadas. Las agentes no recibieron un trato diferente al de las demás prisioneras y se les encomendaron trabajos manuales. De vez en cuando oían a los bombarderos aliados dirigirse a objetivos en Alemania, ya que la guerra parecía estar llegando a su fin y las prisioneras podían esperar ser liberadas a su debido tiempo. Hubo cierta confusión sobre lo que le había ocurrido a Olschanezky, ya que su aspecto era similar al de otra agente, Noor Inayat Khan (circuito de cine), que también había sido detenida, y se pensó que Noor podría haber utilizado el nombre de Olschanezky como alias.

### Ejecución en Natzweiler-Struthof

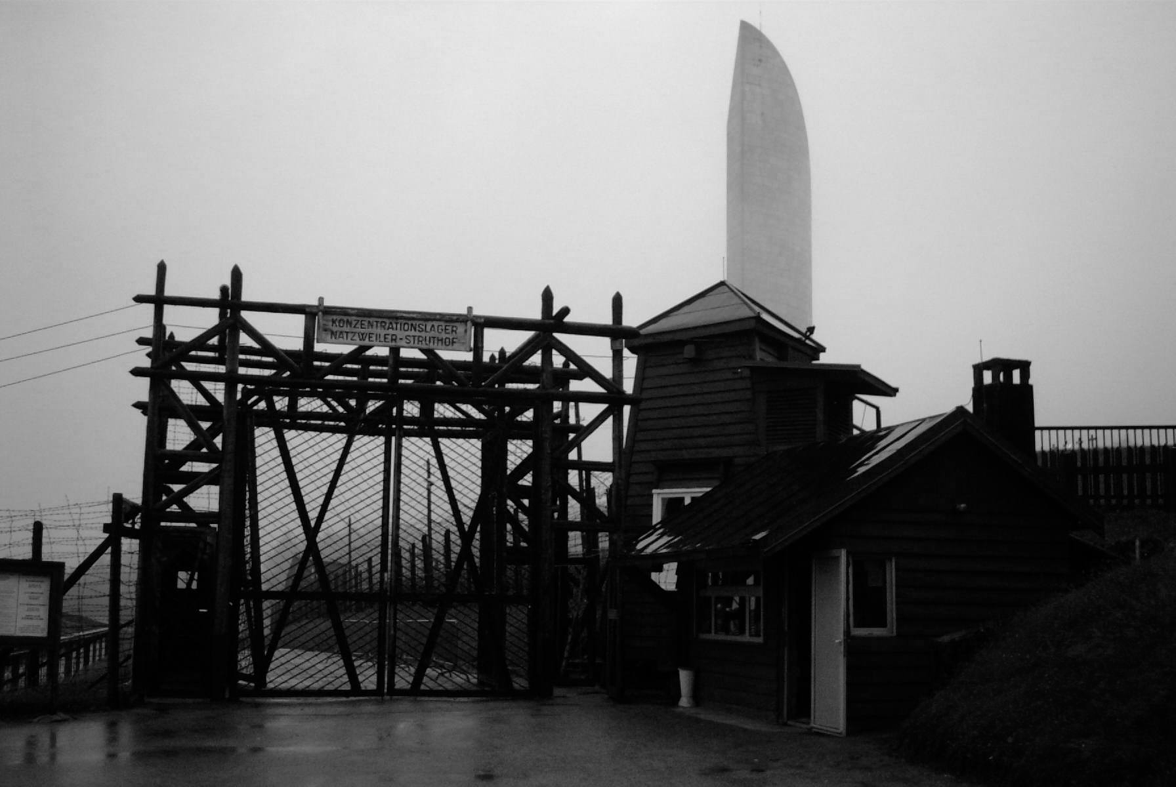
Entrada del campo de Natzweiler-Struthof.Monumento a los Difuntos al fondo.

El 6 de julio de 1944, entre las cinco y las seis de la mañana, dos meses después de su llegada a Karlsruhe, Borrel, Leigh, Olschanezky y Rowden fueron conducidas a la sala de recepción, se les entregaron sus pertenencias y fueron entregadas a dos hombres de la Gestapo que las escoltaron 100 kilómetros al suroeste en un camión cerrado hasta el campo de concentración de Natzweiler-Struthof, en Francia, donde llegaron sobre las tres y media de la tarde. Al parecer, la llegada de las mujeres fue inesperada, al igual que la orden de uno de los escoltas de que las cuatro mujeres fueran ejecutadas inmediatamente.
Como las mujeres eran una rareza en el campo, su presencia atrajo inmediatamente la atención tanto de los guardias alemanes como de los prisioneros. Los hombres de las SS condujeron a las cuatro mujeres por el centro del campo hasta el bloque de celdas del fondo y las retuvieron allí hasta más tarde esa noche. «Por su aspecto, se veía que no venían de un campo», dijo un prisionero francés. «Parecían jóvenes, estaban bastante bien arreglados, sus ropas no eran basura, llevaban el pelo cepillado y cada uno tenía un maletín en la mano».

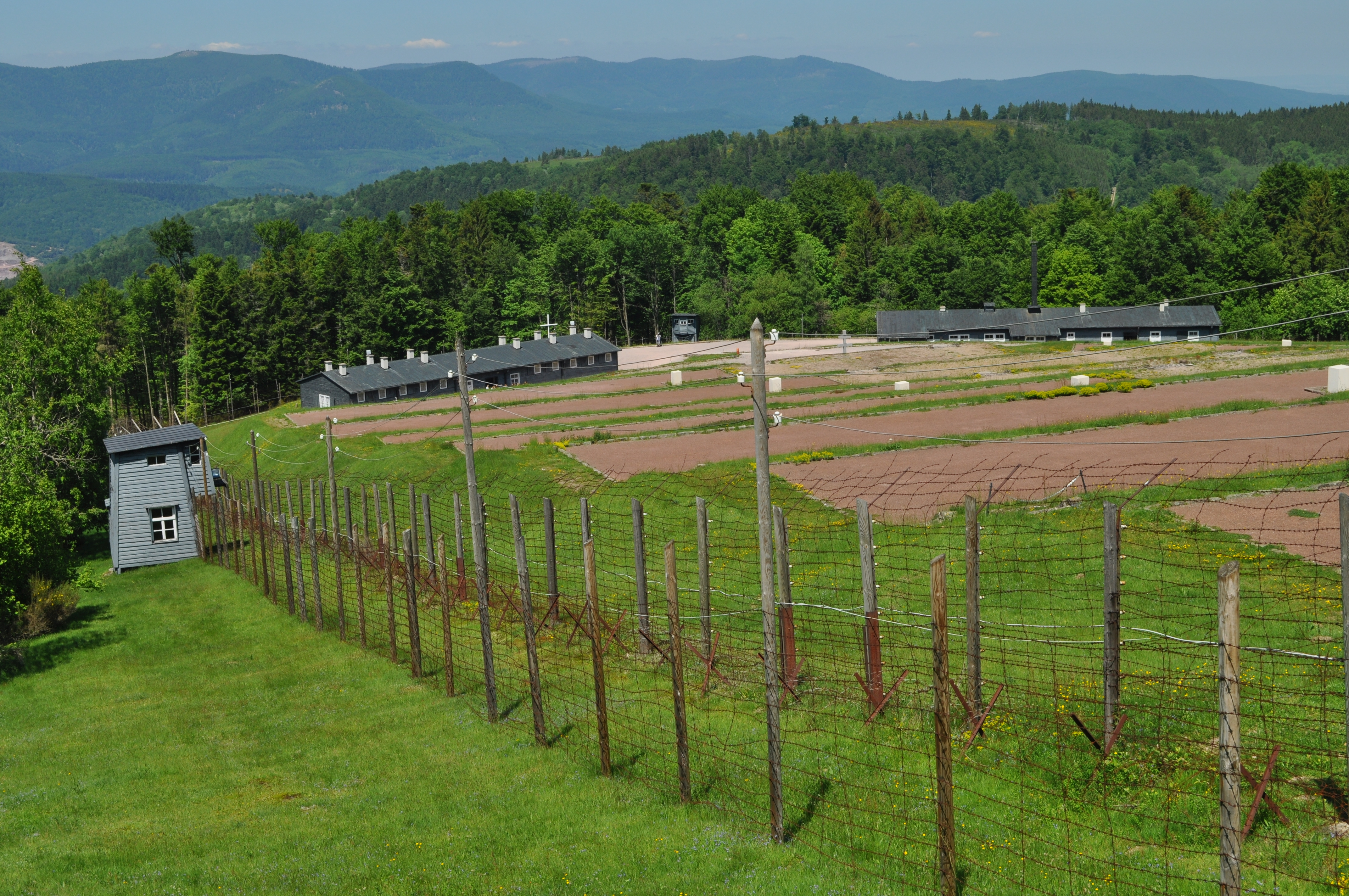
Vista del antiguo campo de concentración de Natzweiler-Struthof en 2010. El bloque de celdas es el edificio de la izquierda y el crematorio, el de la derecha.

Al principio, las cuatro mujeres estaban juntas, pero más tarde fueron recluidas en celdas individuales. A través de las ventanas, que daban a las de la enfermería, consiguieron comunicarse con varios presos, entre ellos un preso belga, el Dr. Georges Boogaerts, que le pasó cigarrillos a través de la ventana a una de las mujeres (a la que más tarde identificó como Borrel por una fotografía). Borrel le arrojó una bolsita de tabaco que contenía algo de dinero.
Albert Guérisse, médico del ejército belga que había dirigido la línea de fuga de Pat O'Leary en Marsella, reconoció a Borrel como una de sus antiguas ayudantes. Intercambió unas palabras con otra de las mujeres, que dijo ser inglesa (Leigh o Rowden) antes de desaparecer en el edificio del bloque de celdas. En el juicio de posguerra de los hombres acusados de la ejecución de las cuatro mujeres, Guérisse declaró que se encontraba en la enfermería y que había visto cómo los guardias de las SS escoltaban a las mujeres, una a una, desde el bloque de celdas (Zellenbau) hasta el crematorio situado a pocos metros: «Vi a las cuatro mujeres ir al crematorio, una tras otra. Iba una y dos o tres minutos después iba otra".

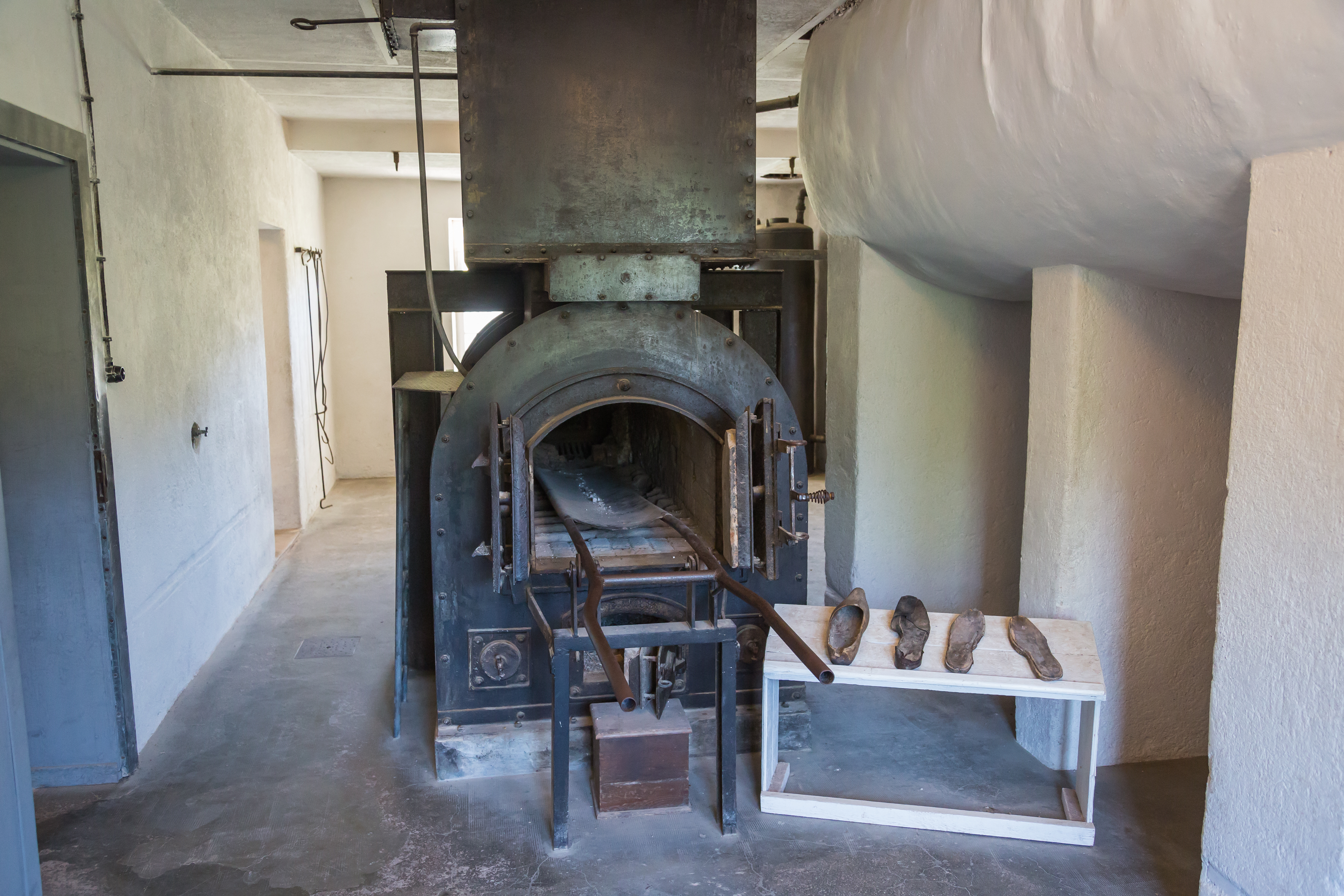
Crematorio de Natzweiler-Struthof

En el interior del edificio que albergaba el crematorio, se ordenó a cada mujer por turno que se desnudara para una revisión médica y un médico le puso una inyección para lo que le dijo a una de ellas que era una vacuna contra el tifus, pero que en realidad era una dosis de 10 cc de fenol que el médico creía letal. Cuando la mujer quedó inconsciente tras la inyección, la introdujeron en el horno crematorio. Guérrise dijo: «A la mañana siguiente, el prisionero alemán encargado del crematorio me explicó que cada vez que se abría la puerta del horno, salían llamas por la chimenea y eso significaba que habían metido un cuerpo en el horno. Vi las llamas cuatro veces». La puerta estaba cerrada desde el exterior durante las ejecuciones, pero era posible ver el pasillo desde una pequeña ventana situada encima de la puerta, por lo que el prisionero de la litera más alta podía ir comentando lo que veía.
El prisionero al que se refería Guérisse era Franz Berg, que ayudó en el crematorio y había avivado el fuego esa noche antes de ser enviado de vuelta a la habitación que compartía con otros dos prisioneros antes de las ejecuciones:

Oímos voces bajas en la habitación contigua y luego el ruido de un cuerpo que era arrastrado por el suelo, y él me susurró que podía ver a gente arrastrando algo por el suelo que estaba por debajo de su ángulo de visión a través de la luz del ventilador.
Al mismo tiempo que arrastraban el cuerpo, oímos el ruido combinado de una respiración agitada y gemidos graves.
…y volvimos a oír los mismos ruidos y gemidos regulares mientras arrastraban a las [dos siguientes] mujeres insensibles.
La cuarta, sin embargo, se resistió en el pasillo. La oí decir «Pourquoi?» y oí una voz que reconocí como la del médico que iba de paisano decir «Pour typhus». Entonces oímos el ruido de un forcejeo y los gritos ahogados de la mujer. Supuse que alguien le tapaba la boca con la mano. También oí cómo arrastraban a la mujer. Gemía más fuerte que los demás.
Por el ruido de las puertas del horno crematorio que oí, puedo afirmar con seguridad que en todos los casos las mujeres que gemían fueron introducidas inmediatamente en el horno crematorio.

Cuando [los funcionarios] se fueron, fuimos al horno crematorio, abrimos la puerta y vimos que había cuatro cuerpos ennegrecidos dentro. A la mañana siguiente, en el ejercicio de mis funciones, tuve que retirar las cenizas del horno crematorio. Encontré un liguero rosa de mujer en el suelo, cerca del horno.
Más de un testigo habló de un forcejeo cuando la cuarta mujer fue introducida en el horno. Según un prisionero polaco llamado Walter Schultz, el ordenanza médico de las SS (Emil Brüttel) le contó lo siguiente: «Cuando la última mujer estaba a mitad de camino en el horno (la habían metido con los pies por delante), volvió en sí y forcejeó. Como había suficientes hombres allí, pudieron empujarla al horno, pero no antes de que se resistiera y arañara la cara de [Peter] Straub». Al día siguiente, Schultz se dio cuenta de que la cara del verdugo del campo (Straub) había sido gravemente arañada.
El médico del campo (Werner Rohde) fue ejecutado después de la guerra. Franz Berg fue condenado a cinco años de prisión pero recibió la pena de muerte en otro juicio por un delito diferente y fue ahorcado el mismo día que Rohde. El comandante del campo (Fritz Hartjenstein) recibió cadena perpetua, mientras que Straub fue condenado a 13 años de prisión.

## Premios y condecoraciones

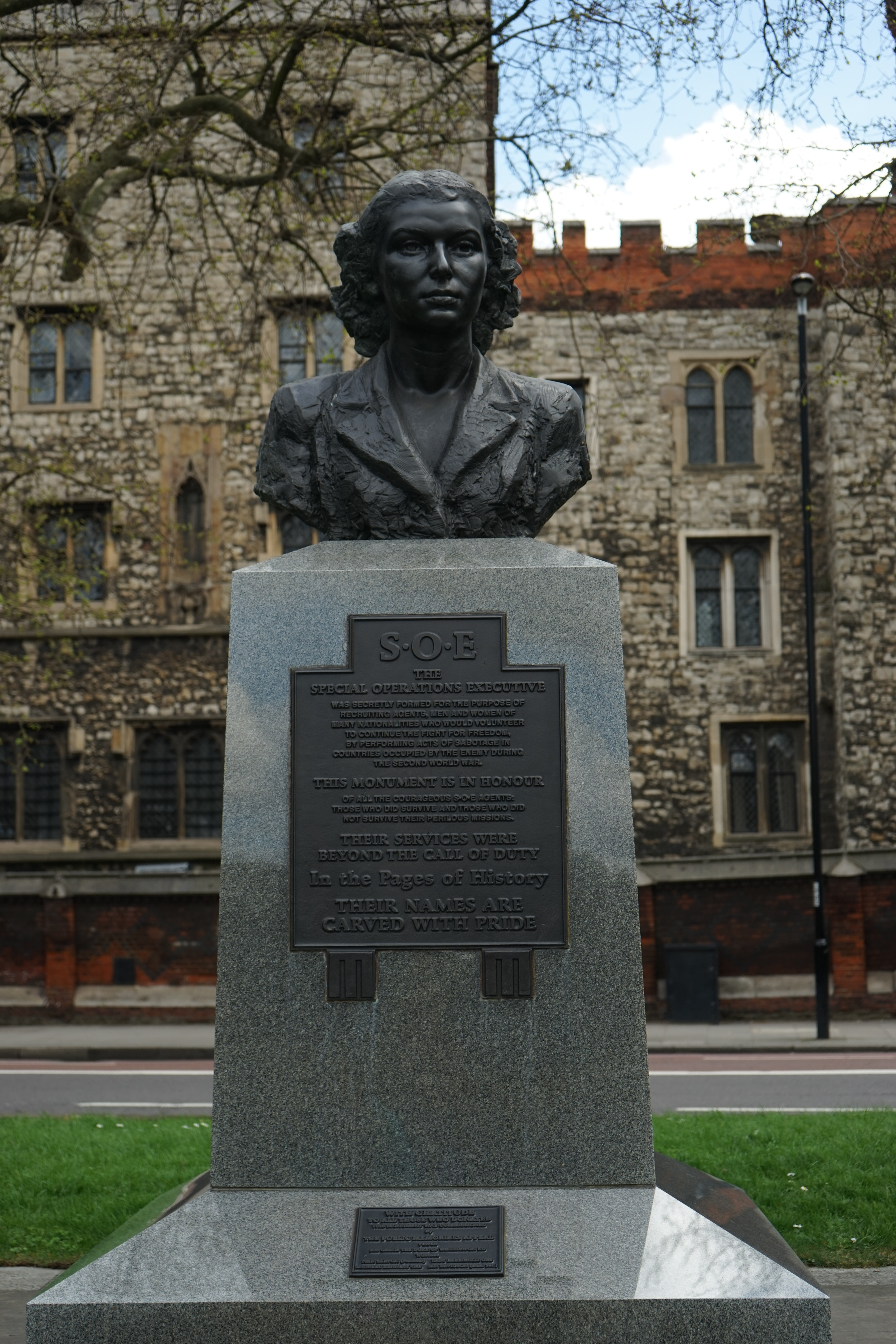
Monumento a los Agentes del SOE

A pesar de los esfuerzos de Vera Atkins (oficial de inteligencia de la Sección F durante la guerra), Olschanezky no aparece en el monumento conmemorativo del SOE de Valençay, en el valle del Loira, inaugurado en 1991 y dedicado a los 91 hombres y 13 mujeres de la Sección F muertos en combate. El comité conmemorativo le dijo a Atkins que Olschanezky no podía figurar en el monumento porque era una agente reclutada localmente y no estaba destinada en las fuerzas armadas británicas. Esta judía nacida en Alemania tampoco fue condecorada por los gobiernos británico o francés con ninguna medalla o mención, a pesar de sus heroicas hazañas en nombre de estas dos naciones.
Un monumento conmemorativo posterior, el SOE Agents Memorial en Lambeth Palace Road, Londres, está dedicado a todos los agentes del SOE pero no enumera nombres individuales, por lo que se considera que incluye a personas como Olschanezky. Olschanezky está específicamente conmemorada con una placa, junto con los nombres de Noor Inayat Khan y Lilian Rolfe, en el Vera Atkins Memorial Seat del Allied Special Forces Memorial Grove del National Memorial Arboretum de Staffordshire. Su nombre también figura en una placa de piedra, junto con los de Diana Rowden, Andrée Borrel y Vera Leigh, en la sala de hornos del crematorio de Natzweiler-Struthof.
En 1985, el agente del SOE y pintor Brian Stonehouse, que vio a Olschanezky y a las otras tres mujeres agentes del SOE en el campo de concentración de Natzweiler-Struthof justo antes de su muerte, pintó una conmovedora acuarela de las cuatro mujeres que ahora cuelga en el Special Forces Club de Londres.

## Obras culturales relacionadas
- Carve Her Name with Pride (1958)

Película basada en el libro de R.J. Minney sobre Violette Szabo, con Paul Scofield y Virginia McKenna como protagonistas.
- Churchill's Spy School (2010)[43]

Documental sobre la «escuela de acabado» del SOE en la finca Beaulieu, en Hampshire.
- Les Femmes de l'Ombre (también llamada Female Agents) (2008)

Película francesa sobre cinco agentes femeninas del SOE y su contribución a las invasiones del Día D.
- Now It Can Be Told (también llamada School for Danger) (1946)

El rodaje comenzó en 1944 y fue protagonizado por los agentes reales del SOE, el capitán Harry Rée y Jacqueline Nearne, cuyos nombres en clave eran «Felix» y «Cat», respectivamente. La película narra la formación de agentes para el SOE y sus operaciones en Francia. Las secuencias de entrenamiento se filmaron utilizando el equipo del SOE en las escuelas de entrenamiento de Traigh y Garramor (Morar Sur) y en Ringway.
- Odette (1950)

Película basada en el libro de Jerrard Tickell sobre Odette Sansom, protagonizada por Anna Neagle y Trevor Howard. La película incluye una entrevista con Maurice Buckmaster, jefe de la Sección F de SOE.
- Robert and the Shadows (2004)

Documental francés en France Télévisions. Jean Marie Barrere, el director francés, utiliza la historia de su propio abuelo (Robert) para contar a los franceses lo que hacía el SOE en aquella época. Robert era un profesor de francés afincado en el suroeste de Francia que trabajaba con el agente del SOE George Reginald Starr (de nombre en clave «Hilaire», encargado del circuito «Wheelwright»).
- Wish Me Luck (1987)

Serie de televisión emitida entre 1987 y 1990 sobre las hazañas de las mujeres y, con menos frecuencia, de los hombres del SOE, que pasó a llamarse «Outfit».

## Lectura adicional
- Aubrac, Raymond; Aubrac, Lucie (2014). The French Resistance. France: Hazan Editeur. ISBN 978-2850255670.
- Bourne-Patterson, Robert (2016). SOE In France 1941-1945: An Official Account of the Special Operations Executive's French Circuits. Barnsley, UK: Frontline Books. ISBN 978-1-4738-8203-4.
- Buckmaster, Maurice (2014). They Fought Alone: The True Story of SOE's Agents in Wartime France. Biteback Publishing. ISBN 978-1849-5469-28.
- Crowdy, Terry (2007). French Resistance Fighter: France's Secret Army. Oxford, UK: Osprey Publishing. ISBN 978-1-84603-076-5.
- Escott, Beryl (1992). A Quiet Courage: The story of SOE's women agents in France. Sparkford, UK: Patrick Stevens Ltd (Haynes). ISBN 978-1-8526-0289-5.
- Foot, M. R. D. (1999). The Special Operations Executive 1940–1946. London, UK: Pimlico. ISBN 0-7126-6585-4.
- Milton, Giles (2016). Churchill's Ministry of Ungentlemanly Warfare. London, UK: John Murray. ISBN 978-1-444-79898-2.
- O'Conner, Bernard (2016). Agents Françaises: French women infiltrated into France during the Second World War. UK: Bernard O'Conner. ISBN 978-1326-70328-8.
- Ousby, Ian (2000). Occupation: The Ordeal of France, 1940–1944. New York, US: Cooper Square Press. ISBN 978-0815410430.
- Stevenson, William (2006). Spymistress: The Life of Vera Atkins, the Greatest Female Secret Agent of World War II. New York, US: Arcade Publishing. ISBN 978-1-5597-0763-3. (requiere registro).
- Stroud, Rick (2017). Lonely Courage: The true story of the SOE heroines who fought to free Nazi-Occupied France. New York, US: Simon & Schuster. ISBN 978-14711-5565-9.
- Suttill, Francs J. (2014). Shadows in the Fog: The True Story of Major Suttill and the Prosper French Resistance Network. Stroud, UK: The History Press. ISBN 978-0-7509-5591-1.
- Thomas, Gordon; Lewis, Greg (2016). Shadow Warriors: Daring Missions of World War II by Women of the OSS and SOE. Stroud, UK: Amberley Publishing. ISBN 978-1445-6614-45.
- West, Nigel (1992). Secret War: The Story of SOE, Britain's Wartime Sabotage Organization. London, UK: Hodder & Stoughton. ISBN 0-34-051870-7.
- Yarnold, Patrick (2009). Wanborough Manor: School for secret agents. Hopfield Publications. ISBN 978-0956348906.